# گزارش موسیقی کنت

جلد «گزارش موسیقی کنت»، ۱۱ اکتبر ۱۹۷۶

گزارش موسیقی کنت (انگلیسی: Kent Music Report) یک جدول موسیقی هفتگی در استرالیا بود که جداول آلبوم‌های موسیقی و تک‌آهنگ‌ها را در این کشور تهیه و منتشر می‌کرد. این گزارش هفتگی توسط مورخ موسیقی «دیوید کنت» در مه ۱۹۷۴ میلادی پایه‌گذاری شد و از ژوئیه ۱۹۸۷ به گزارش موسیقی استرالیا (AMR) تغییر نام داد. از ژوئن ۱۹۸۸، انجمن صنعت ضبط استرالیا که از بخش ۵۰ اثر برتر این گزارش تحت مجوز استفاده می‌کرد، تصمیم گرفت فهرست خاص خود را تحت عنوان جدول‌های ای‌آرآی‌ای منتشر کند.
پیش از شکل‌گیری «گزارش موسیقی کنت»، مجلهٔ گو-ست از سال ۱۹۶۶ و به‌طور هفتگی ۴۰ تک‌آهنگ برتر، و از سال ۱۹۷۰ جدول آلبوم‌های برتر موسیقی را منتشر می‌کرد تا آنکه این مجله در سال ۱۹۷۴ منحل شد.